# Ultrageluid
Ultrageluid of ultrasoon geluid is geluid waarvan de frequentie te hoog is om gehoord te worden door het menselijk oor.
Het ultrasone geluidsgebied begint vanaf ongeveer 20.000 hertz (20 kHz) en loopt tot 800 miljoen hertz (800 MHz). Bij de mens verandert vanaf 20 kHz de gehoordrempel, het geluidsniveau dat iemand nog net kan horen, afhankelijk van de leeftijd. Jongeren kunnen hoge tonen beter horen dan ouderen.
Boven 800 MHz spreekt men van hypersone trillingen, onder 16 Hz heet het infrageluid. Ultrasone trillingen worden meestal opgewekt door omzetting van elektrische of magnetische energie in mechanische energie, maar kunnen ook bij vlammen of in fluitjes ontstaan.

## Dieren
Sommige dieren, bijvoorbeeld honden, muizen, dolfijnen en enkele insecten kunnen hoge tonen (frequenties) die voor mensen niet hoorbaar zijn, nog wel horen. Vleermuizen produceren - evenals dolfijnen - ultrageluid voor het vangen van hun prooi en oriënteren zich met behulp van echolocatie en echo-oriëntatie. De trillingen worden door de omgeving teruggekaatst en door het gehoor opgevangen.

## Toepassingen
Ultrasoon geluid heeft vele toepassingen, bijvoorbeeld in industrie en in de medische wereld. Wellicht de eenvoudigste toepassing van ultrasone trillingen is het hondenfluitje, een mechanische opwekking van een hoge trilling. Andere toepassingen zijn de sonar, echoloding, ultrasoon boren (in glas, keramische producten en edelstenen), lassen en reinigen (door cavitatie-effect, dat wil zeggen het ontstaan van hiaten door snelstromende stoffen, meestal bij een scheepsschroef) en ultrasoon onderzoek.

### Echografie

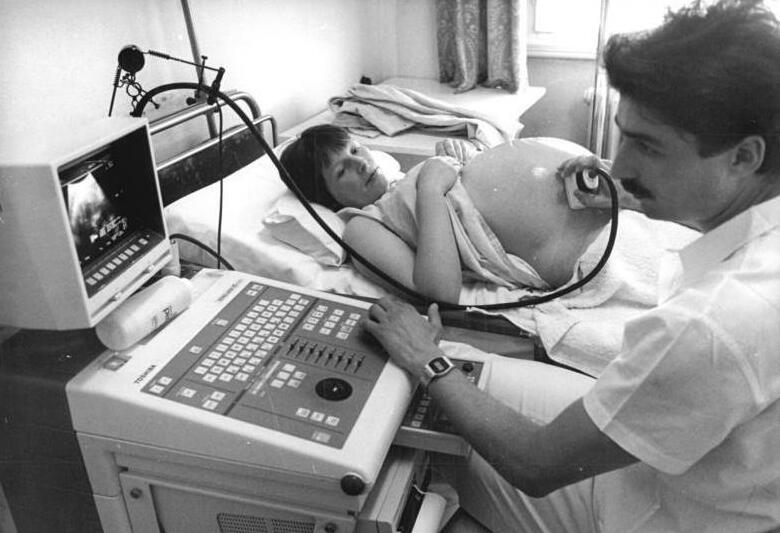
Echografie bij een zwangere vrouw in 1990.

Ultrageluid wordt gebruikt voor het maken van een echografie van het menselijk lichaam. Het ultrageluid dringt door in zachtere weefsels en weerkaatst door harde, zoals botweefsel. Zo kunnen de zachte delen in het lichaam zichtbaar gemaakt worden, waardoor het een aanvulling vormt op de mogelijkheden van een röntgenfoto, zonder stralingsbelasting.

### Reinigen
Ultrasoon reinigen is een manier om een te reinigen voorwerp onder te dompelen in een vloeistof, die in ultrasone trilling wordt gebracht. Deze techniek wordt gebruikt om juwelen, lenzen, horloges en medische of tandtechnische instrumenten te reinigen.

### Verwijderen tandsteen
In de tandheelkunde worden ook ultrasone trillingen gebruikt voor het verwijderen van tandsteen.

### Afstandsbediening
Een toepassing van ultrageluid was in een afstandsbediening van televisies in de jaren 70 van de 20e eeuw. Tegenwoordig gebruikt men hiervoor veelal infrarood licht.

### Chemische reacties
Een aantal chemische reacties laat zich met behulp van een ultrasoonbad (zie ook reinigen) uitvoeren. Een voorbeeld daarvan is vorming van de halfgeleider cadmiumsulfide.